# Dixie Carter
Dixie Virginia Carter (McLemoresville, 25 de maio de 1939 — Houston, 10 de abril de 2010) foi uma atriz norte-americana mais conhecida por suas atuações nos seriados Diff'rent Strokes e Designing Women. Foi nomeada ao Emmy em 2007 por sua participação no seriado Desperate Housewives.
Ela morreu na manhã de sábado, 10 de abril de 2010, aos 70 anos, em Houston, de câncer endometrial.